# Colaptes atriceps
Colaptes atriceps ("svartkronad hackspett") är en fågel i familjen hackspettar inom ordningen hackspettartade fåglar. Den betraktas i allmänhet som underart till karmosinryggig hackspett (C. rivolii), men har getts artstatus av Birdlife International och IUCN, som kategoriserar den som livskraftig. Fågeln förekommer i Anderna i sydöstra Peru och södra Bolivia.